# 政木伸一
政木 伸一（まさき しんいち、 - 2018年5月）は日本のアニメーション監督、演出家である。

## 経歴
カナメプロダクションに入社し、制作進行などを経て演出となる。カナメプロ制作の『ザ・ヒューマノイド』では若くして監督も務めた。
その後はフリーランスとしてスタジオガゼルなどを中心に活動していた。

## 参加作品

### テレビアニメ
- さすがの猿飛（1982年-1984年） 制作進行
- プラレス3四郎（1983年-1984年） 進行
- 北斗の拳（1984年-1987年） 演出
- マシンロボ クロノスの大逆襲（1986年-1987年） 絵コンテ・演出
- 聖闘士星矢（1986年-1989年） 演出
- レスラー軍団〈銀河編〉 聖戦士ロビンJr.（1989年-1990年） 演出
- 楽しいムーミン一家（1990年-1991年） 絵コンテ・演出
- RPG伝説ヘポイ（1990年-1991年） 演出
- 横山光輝 三国志（1991年-1992年） 絵コンテ
- クレヨンしんちゃん（1992年-） 絵コンテ
- カリメロ（第2作目）（1992年-1993年） 絵コンテ・演出
- しましまとらのしまじろう（1993年-2007年） 絵コンテ・演出
- ヤマトタケル（1994年） 絵コンテ・演出
- あずきちゃん（1995年-1998年） 絵コンテ・演出
- 忍ペンまん丸（1997年-1998年） 絵コンテ・演出
- Bビーダマン爆外伝（1998年-1999年） 絵コンテ・演出
- カードキャプターさくら（1998年-2000年） 絵コンテ・演出
- MASTERキートン（1998年-1999年） 演出
- 頭文字D Second Stage（1999年-2000年） 監督・絵コンテ
- 風まかせ月影蘭（2000年） 絵コンテ
- マイアミ☆ガンズ（2000年） 絵コンテ・演出
- はじめの一歩（2000年-2002年） 演出
- 機巧奇傳ヒヲウ戦記（2000年-2001年） 演出
- ヒカルの碁（2001年-2003年） 絵コンテ・演出
- 格闘料理伝説ビストロレシピ（2001年-2002年） 絵コンテ・演出
- サイボーグ009 THE CYBORG SOLDIER（2001年-2002年） 絵コンテ
- 円盤皇女ワるきゅーレ（2002年） 演出
- スパイラル －推理の絆－（2002年-2003年） 絵コンテ・演出
- ウルトラマニアック（2003年） 監督・絵コンテ・演出
- 魁!!クロマティ高校（2003年-2004年） 絵コンテ
- モンキーターン（2004年） 絵コンテ・演出
- 宇宙交響詩メーテル 銀河鉄道999外伝（2004年） 監督・絵コンテ・演出
- To Heart 〜Remember my Memories〜（2004年） 演出
- 焼きたて!!ジャぱん（2004年-2006年） 絵コンテ・演出
- らいむいろ流奇譚X CROSS（2005年） 絵コンテ
- おねがいマイメロディ（2005年-2006年） 絵コンテ・演出
- capeta（2005年-2006年） 絵コンテ・演出
- おねがいマイメロディ 〜くるくるシャッフル!〜（2006年-2007年） 絵コンテ・演出
- エア・ギア（2006年） 絵コンテ・演出
- 砂沙美☆魔法少女クラブ（2006年） 絵コンテ
- 銀色のオリンシス（2006年） 演出
- コードギアス 反逆のルルーシュ（2006年-2007年） 演出
- おねがいマイメロディ すっきり♪（2007年-2008年） 絵コンテ・演出
- かみちゃまかりん（2007年） 絵コンテ
- キスダム -ENGAGE planet-（2007年） 演出
- ラブ★コン（2007年） 演出
- おねがい♪マイメロディ きららっ★（2008年-2009年） 絵コンテ
- ペルソナ 〜トリニティ・ソウル〜（2008年） 絵コンテ・演出
- 遊☆戯☆王5D's（2008年-2011年） 絵コンテ・演出
- マクロスF（2008年） 演出
- 一騎当千 Great Guardians（2008年） 演出
- 黒塚 KUROZUKA（2008年） 絵コンテ・演出
- バスカッシュ!（2009年） 絵コンテ・演出
- はっけん たいけん だいすき! しまじろう（2009年） 絵コンテ
- クイーンズブレイド 流浪の戦士（2009年） 演出
- あにゃまる探偵 キルミンずぅ（2010年） 演出
- Angel Beats!（2010年） 絵コンテ
- ひめチェン!おとぎちっくアイドル リルぷりっ（2010年） 演出・原画
- GOSICK -ゴシック-（2011年） 演出
- マイの魔法と家庭の日（2011年） 絵コンテ
- C（2011年） 演出
- 遊☆戯☆王ZEXAL（2011年） 演出
- ジュエルペット サンシャイン（2011年） 演出
- Persona4 the ANIMATION（2011年） 絵コンテ・演出
- 這いよれ! ニャル子さん（2012年） 絵コンテ・演出
- シャイニング・ハーツ 〜幸せのパン〜（2012年） 演出
- 超訳百人一首 うた恋い。（2012年） 絵コンテ・演出
- To LOVEる -とらぶる- ダークネス（2012年） 絵コンテ
- ガールズ&パンツァー（2012年） 演出
- ふるさと再生 日本の昔ばなし（2012年） 絵コンテ・演出
- 這いよれ! ニャル子さんW（2013年） 絵コンテ・演出
- DEVIL SURVIVOR 2 the ANIMATION（2013年） 絵コンテ・演出
- フォトカノ（2013年） 演出
- RDG レッドデータガール（2013年） 演出
- 神さまのいない日曜日（2013年） 絵コンテ・演出
- ダンガンロンパ 希望の学園と絶望の高校生 The Animation（2013年） 絵コンテ
- 蒼き鋼のアルペジオ -アルス・ノヴァ-（2013年） 絵コンテ・演出
- 最強銀河 究極ゼロ 〜バトルスピリッツ〜（2013年） 演出
- マギ The kingdom of magic（2013年） 演出
- ノブナガン（2014年） 絵コンテ・演出
- 魔法戦争（2014年）演出
- 金田一少年の事件簿R（2014年）演出
- ベイビーステップ（2014年） 絵コンテ・演出
- Persona4 the Golden ANIMATION（2014年） 絵コンテ・演出
- 黒執事 Book of Circus（2014年）演出
- 結城友奈は勇者である（2014年） 絵コンテ・演出
- プリパラ（2015年） 絵コンテ
- 夜ノヤッターマン（2015年） 演出
- アブソリュート・デュオ（2015年） 演出
- えとたま（2015年） 演出
- うたの☆プリンスさまっ♪マジLOVEレボリューションズ（2015年） 演出
- 暗殺教室（2015年） 絵コンテ
- Classroom☆Crisis（2015年）演出
- 空戦魔導士候補生の教官（2015年）演出
- ランス・アンド・マスクス（2015年）絵コンテ・演出
- アクティヴレイド -機動強襲室第八係-（2016年）演出
- ラクエンロジック（2016年）演出
- 魔法つかいプリキュア!（2016年）絵コンテ・演出
- マギ シンドバッドの冒険（2016年）演出
- 暗殺教室 第2期（2016年）絵コンテ
- ダンガンロンパ3 -The End of 希望ヶ峰学園- 絶望編（2016年）絵コンテ
- 双星の陰陽師（2016年）絵コンテ
- ベイブレードバースト（2016年）絵コンテ・演出
- ベイブレードバースト ゴッド（2017年）演出
- 月がきれい（2017年）絵コンテ
- サクラクエスト（2017年）演出

### OVA
- BIRTH（1984年） 進行
- 夢次元ハンターファンドラ（1985年） 演出助手・文芸担当
- ザ・ヒューマノイド 哀の惑星レザリア（1986年） 監督
- アル・カラルの遺産（1993年） 絵コンテ・演出
- 恋姫（2000年） 監督
- 続・御先祖賛江（2000年-2001年） 監督
- 続・恋姫（2001年） 監督
- PureMail -ピュアメール-（2001年） 監督
- カーニバル・ファンタズム（2011年） 絵コンテ

### Webアニメ
- 幕末機関説 いろはにほへと（2006年-2007年） 演出

### 劇場アニメ
- 幻夢戦記レダ（1985年） 文芸担当
- ザ・ヒューマノイド 哀の惑星レザリア（1986年） 監督
- ウインダリア（1986年） 演出助手
- 火聖旅団 ダナサイト999.9（1998年） 演出
- 劇場版 蒼き鋼のアルペジオ -アルス・ノヴァ- DC（2015年）絵コンテ
- 劇場版 蒼き鋼のアルペジオ -アルス・ノヴァ- Cadenza（2015年）絵コンテ